# 復活 (韓国のバンド)
復活（ブファル）は韓国のロックバンド。1985年7月、小劇場公演でマイナーデビューし、自作曲とコピー曲を混ぜながら歌った。この当時、復活の公演は1、2部で構成されていた。 キム·ジョンソを除いた4人メンバーの技量を誇る1部、そしてキム·ジョンソが登場して完璧なロバートプラントコピーで仕上げる2部に。 1985年の復活は、パゴダの数多くのバンドの中でも断然目立つ存在であり、この時から江南にはシナウィ、江北には復活という話が生まれた。 また、当時はヤン·ギタリストのキム·テウォンとイ·ジウンの比重がほとんど似ていた。1986年にアルバム『Rock Will Never Die』でメジャーデビュー。収録曲「雨とあなたの物語」「ヒヤ」のヒットなどで韓国を代表するロックバンドへと成長する。
「ブファル」と読むが、ハングルでは語頭の文字は濁ることがないので、ほとんどの場合「プファル」と読まれる。
日本において、一部のヘヴィメタルマニアの間で『LOUDNESSに挑戦状を叩き付けたバンド』として知られている。

## 経歴
- 1985年
  - キム・テウォン、イ・ジウン、イ・テユン、ファン・テスンの4人でバンド「The end」を結成。
  - キム・ジョンソ（元・シナウィ）をボーカルに、キム・テウォン、イ・テユン、イ・ジウン、ファン・テスンで「復活」を結成。アマチュアで活動する。
- 1986年 - キム・ジョンソが兵役のため軍へ入隊するために脱退。リーダーのテウォンは知人のイ・スンチョルに代わりとなるボーカリストがいないか聞いてみたが、なかなか良い人が見つからず、結局はイ・スンチョルがボーカルとして加わる事となる。その後1stアルバム『Rock Will Never Die（復活vol.1）』でメジャーデビュー。「雨とあなたの物語」「ヒヤ」がヒットし、アルバムは35万枚を売り上げた。
- 1987年 - 2ndアルバム『フェサン（回想）』を発売。40万枚を売上げ、韓国を代表するロックバンドとなる。しかし、テウォンとスンチョルとで意見の対立が多くなり、結果的にイ・スンチョルは脱退。
- 1989年 - 復活ベストアルバム『Best of Born Again』発売
- 1990年 - 復活の活動を一旦休止したテウォンはファン・テスンらと共に新しいグループ「Game」で活動する。
- 1993年
  - テウォンはキム・ジェギ（ボーカル）との2人で「復活」のアルバム作りを始めるが、その途中でジェギが交通事故で亡くなるという悲劇が起こる。
  - キム・ジェギ亡き後、テウォンが悲しみの中で作り上げた3rdアルバム『Loss of memory（記憶喪失）』を発売。キム・ジェギが唄うアルバムのテーマトラック「サランハルスロッ（愛するほど）」がヒットし、80万枚を売り上げる。
- 1994年 - キム・ジェギの弟であるキム・ジェヒがボーカルとして加入。キム・ソンテ、チョンジュンギョが合流し活動を始める。
- 1995年 - 4thアルバム『About The Idle Thoughts』発売。その後キム・ジェヒが脱退する。
- 1996年 - ベストアルバム『『イソベ ブッ（イソップの筆）』発売。
- 1997年 - 5thアルバム『プレ パルギョン（火の発見）』を発売。在韓米軍向けのステージで活動していたパク・ワンギュをボーカルに、チョン・ドンチョル、チョン・ジュンギョ、キム・テウォンで活動。
- 1999年 - ボーカルにキム・ギヨンを迎え、6thアルバム『イサン シソン（理想視線）』を発売。他のメンバーはキム・テウォン、チョン・ジュンギョ、チェ・ジェミン、チェ・スンチャンであったが、このアルバム発売後にメンバー間の相違からキム・テウォンを残し全員が脱退。
- 2001年 - キム・グァンジン（ドラム）、ソ・ジェヒョク（ベース）、オム・スハン（キーボード）、イ・ソンウク（ボーカル）が加入し、7thアルバム『Color』を発売。
- 2002年 - ボーカルにイ・スンチョルを再び迎え入れ、ドラムがチェ・ジェミンへと交代する。8thアルバム『セビョッ（夜明け）』を発売。ソロで活躍していたイ・スンチョルがバンドに復帰した事や、収録曲「Never Ending Story」がヒットし35万枚を売上げた。
- 2003年 - ボーカルにチョンダン(GREEN FACE)を迎え、9thアルバム『Over The Rainbow』を発売。
- 2005年 - チョン・ドンハをボーカルにし、10thアルバム『抒情（ソジョン）』を発売。
- 2006年 - ライブアルバム『復活 Live & Unplugged』、11thアルバム『サラン（愛）』発売。
- 2009年 - 25周年記念アルバム第1弾として 12thアルバムPart1『25th Anniversary：Retrospect』発売。
- 2010年 - 12thアルバムPart2 『25th Anniversary : Retrospect II』発売。

## メンバー
メンバーは2011年2月現在のもの
- キム・テウォン（リーダー）
  - 担当 ギター
  - 1965年4月12日生

- チョン・ドンハ
  - 担当 ボーカル
  - 1980年4月17日生

- チェ・ジェミン
  - 担当 ドラム
  - 1969年3月6日生

- ソ・ジェヒョク
  - 担当 ベース
  - 1975年1月17日生

## 作品

### アルバム
- 『Rock Will Never Die』（復活Vol.1） - 1986年
- 『フェサン（回想）』 - 1987年
- 『Loss of memory（記憶喪失）』 - 1993年
- 『About The Idle Thoughts』 - 1995年
- 『プレ パルギョン（火の発見）』 - 1997年
- 『イサン シソン（理想視線）』 - 1999年
- 『Color』 - 2001年
- 『セビョッ（夜明け）』 - 2002年
- 『Over The Rainbow』 - 2003年
- 『抒情（ソジョン）』 - 2005年
- 『サラン（愛）』 - 2006年
- 『25th Anniversary：Retrospect』 - 2009年
- 『25th Anniversary : Retrospect II』 - 2010年

### シングル
- 『クッテガ チグミラミョン -그때가 지금이라면-（その時が今なら）』 - 2011年3月

### ベストアルバム
- 『Best of Born Again』 - 1989年
- 『イソベ ブッ（イソップの筆）』 - 1996年

### ライブアルバム
- 『復活 Live & Unplugged』 - 2006年

### トリビュートアルバム
- 『Song Book 第1話』

### Collaboration Project +[plus]
2011年1月から復活と他アーティストとのコラボレーションによる楽曲を発表。相乗効果を狙う企画。
- 第1弾 『ピミル（秘密）』（5集でボーカルを担当したパク・ワンギュが参加） - 2011年1月
この「秘密」はドラマ「シークレット・ガーデン」の中でユン・サンヒョンが歌う曲として提供されたが、使用されなかったため今回のプロジェクトでリリースされることとなった[2]。
- 第2弾 『ヌグナ サランウル ハンダ（誰もが愛する）』（7集でボーカルを担当したイ・ソンウクとパク・ワンギュが参加） - 2011年4月

## 出演番組
- ユ・ヒヨルのスケッチブック （KBS、2011年4月29日） 歴代のボーカルであるパク・ワンギュ、イ・ソンウク、チョン・ダンとともに出演。